# Monuments culturels du district de Peć
Cet article recense les monuments culturels du district de Peć en Serbie et au Kosovo (point de vue serbe).

## Liste
| ID      | Monument                                             | Adresse                                   | Municipalité         | Datation                                                                   | Photo |
| ------- | ---------------------------------------------------- | ----------------------------------------- | -------------------- | -------------------------------------------------------------------------- | ----- |
| SK 1222 | Maison Protić à Peć                                  | 29. novembra 42° 39′ 30″ N, 20° 17′ 34″ E | Peć                  |                                                                            |       |
| SK 1368 | Monastère de Dečani                                  | 42° 32′ 49″ N, 20° 15′ 59″ E              | Dečani               |                                                                            |       |
| SK 1370 | Monastère du patriarcat de Peć                       | 42° 39′ 40″ N, 20° 15′ 53″ E              | Peć                  | 1220-1230                                                                  |       |
| SK 1372 | Pont des tailleurs                                   | 42° 21′ 33″ N, 20° 30′ 35″ E              | Đakovica (Bistražin) | XVe - XVIIIe siècle                                                        |       |
| SK 1376 | Maison en bois à Loćane                              | 42° 31′ 31″ N, 20° 16′ 52″ E              | Dečani (Loćane)      |                                                                            |       |
| SK 1377 | Mosquée Hadum                                        | 42° 22′ 31″ N, 20° 25′ 15″ E              | Đakovica             | 1592-1593                                                                  |       |
| SK 1378 | Monastère de Gorioč                                  | 42° 46′ 52″ N, 20° 29′ 07″ E              | Istok                | XIVe siècle                                                                |       |
| SK 1379 | Monastère de la Mère-de-Dieu de Vrelo                | 42° 45′ 53″ N, 20° 23′ 21″ E              | Istok (Vrelo)        |                                                                            |       |
| SK 1380 | Église Saint-Jean-Baptiste de Crkolez                | 42° 49′ 10″ N, 20° 37′ 33″ E              | Istok (Crkolez)      | 1355                                                                       |       |
| SK 1381 | Église Saint-Nicolas de Đurakovac                    | 42° 43′ 33″ N, 20° 28′ 30″ E              | Istok (Đurakovac)    | 1592                                                                       |       |
| SK 1382 | Monastère Saint-Pierre et Saint-Paul de Dobra Voda   | 42° 36′ 54″ N, 20° 41′ 51″ E              | Klina (Dobra Voda)   | 1330-1340                                                                  |       |
| SK 1383 | Église de la Présentation de la Mère-de-Dieu à Dolac | 42° 35′ 50″ N, 20° 35′ 48″ E              | Klina (Dolac)        |                                                                            |       |
| SK 1384 | Église de la Sainte-Parascève à Drsnik               | 42° 36′ 23″ N, 20° 36′ 01″ E              | Klina (Drsnik)       | 1560-1570 Vandalisée lors de la guerre du Kosovo                           |       |
| SK 1385 | Église Saint-Nicolas de Mlečane                      | 42° 34′ 17″ N, 20° 45′ 22″ E              | Klina (Mlečane)      | Dernier quart du XVIe siècle                                               |       |
| SK 1386 | Église Saint-Nicolas de Čabić                        | 42° 35′ 48″ N, 20° 42′ 54″ E              | Klina (Čabić)        | Premier quart du XVIIe siècle Minée puis rasée lors de la guerre du Kosovo |       |
| SK 1387 | Église Saint-Nicolas de Kijevo                       |                                           | Klina (Kijevo)       | Seconde moitié du XVIe siècle Minée puis rasée lors de la guerre du Kosovo |       |
| SK 1388 | Église Saint-Dimitri de Pograđe (Donja crkva)        | 42° 38′ 13″ N, 20° 38′ 10″ E              | Klina (Pograđe)      |                                                                            |       |
| SK 1389 | Gornja crkva à Pograđe                               | 42° 38′ 13″ N, 20° 38′ 10″ E              | Klina (Pograđe)      |                                                                            |       |
| SK 1396 | Église de la Transfiguration à Budisavci             | 42° 39′ 54″ N, 20° 29′ 21″ E              | Klina (Budisavci)    | XIVe siècle                                                                |       |
| SK 1397 | Mosquée Bajrakli de Peć                              | 42° 39′ 30″ N, 20° 17′ 34″ E              | Peć                  | Seconde moitié du XVe siècle                                               |       |
| SK 1398 | Église Saint-Jérémie de Goraždevac                   | 42° 38′ 26″ N, 20° 22′ 08″ E              | Peć (Goraždevac)     | Premier quart du XVIIe siècle                                              |       |
| SK 1511 | Tour résidentielle Haci Ose Miftarija                | 42° 33′ 26″ N, 20° 18′ 08″ E              | Dečani (Istinić)     |                                                                            |       |
| SK 1512 | Tour résidentielle Iberhisaj                         | 42° 32′ 25″ N, 20° 17′ 17″ E              | Dečani               |                                                                            |       |